# Prasophyllum incompositum
Prasophyllum incompositum är en orkidéart som beskrevs av David Lloyd Jones. Prasophyllum incompositum ingår i släktet Prasophyllum och familjen orkidéer.
Artens utbredningsområde är Queensland. Inga underarter finns listade i Catalogue of Life.